# مجلس فدرال بلژیک
پارلمان فدرال بلژیک قوه قانونگذاری کشور بلژیک است که از دو مجلس سنا و مجلس نمایندگان تشکیل شده است. قدرت قانون‌گذاری در بلژیک میان سطوح ملی، منطقه‌ای و جامعه‌ای تقسیم شده‌است.

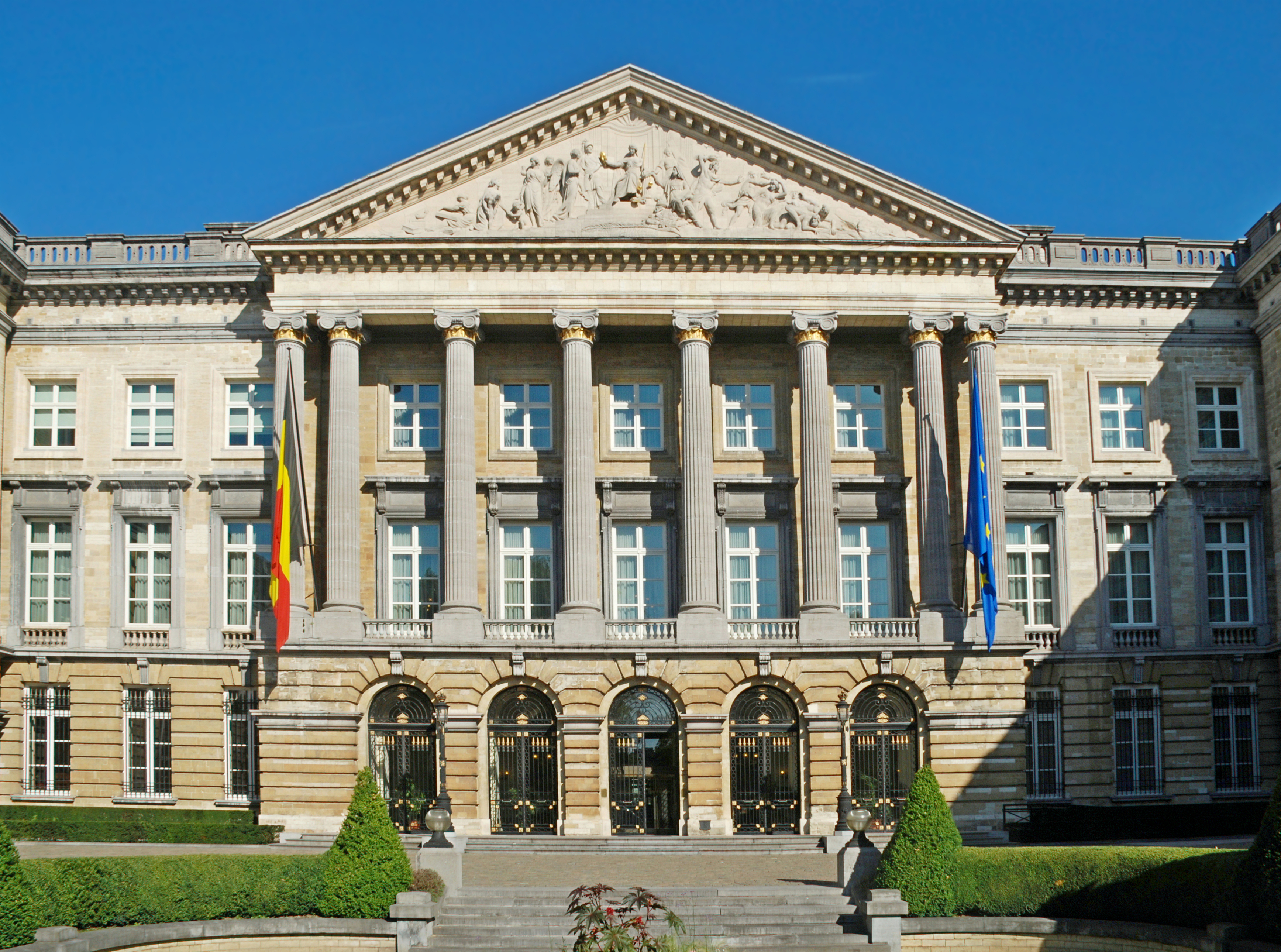
کاخ ملت، مقر پارلمان فدرال بلژیک در بروکسل

پارلمان فدرال بلژیک شامل دو مجلس است:
- مجلس نمایندگان بلژیک (هلندی: Kamer van Volksvertegenwoordigers، فرانسوی: Chambre des Représentants) با ۱۵۰ عضو که با رأی مستقیم از سوی مردم انتخاب می‌شوند.
- سنای بلژیک (هلندی: Senaat، فرانسوی: Sénat) با ۶۰ عضو که ۵۰ نفر آن‌ها توسط پارلمان‌های مناطق و جوامع و ۱۰ نفر توسط اعضای دیگر سنا منصوب می‌شوند.

با اصلاحات قانون اساسی در سال‌های ۱۹۹۳ و ۲۰۱۳، نقش سنا محدود شده‌است و تنها در مسائل خاص (همچون قانون اساسی، ساختار فدرال یا روابط بین‌المللی) نظر سنا ضروری است. بیشتر قوانین به‌صورت یک‌جانبه توسط مجلس نمایندگان تصویب می‌شوند.
هر یک از پنج نهاد فدرال (جامعه فلاندری، جامعه فرانسوی‌زبان، جامعه آلمانی‌زبان، منطقه والونی و منطقه بروکسل) نیز دارای پارلمان‌های تک‌مجلسی مستقل هستند که قوانین و مقررات ویژه‌ای در حوزه‌های مربوط به خود تصویب می‌کنند.

## سنا
مجلس سنا مجلس علیا است و از ۶۰ سناتور تشکیل شده است که برای یک دورهٔ ۵ ساله انتخاب می‌شوند. از این تعداد ۵۰ سناتور توسط و از پارلمان‌های جامعه‌ای و منطقه‌ای منتخب و ۱۰ سناتور دیگر توسط اعضای برگزیده شده به شور انتخاب می‌شوند.

## مجلس نمایندگان
مجلس نمایندگان مجلس سفلا است که از ۱۵۰ نماینده تشکیل شده است. نمایندگان با رأی مستقیم مردم برای یک دورهٔ ۵ ساله انتخاب می‌شوند.